# ميلي تيرنر
ميلي تيرنر (مواليد 7 يوليو 1996) لاعبة كرة قدم إنجليزية، تلعب في مركز الدفاع مع نادي مانشستر يونايتد للسيدات في دوري السوبر للسيدات، ومنتخب إنجلترا لكرة القدم للسيدات. تخرجت من أكاديمية مانشستر يونايتد، ولعبت سابقًا مع إيفرتون وبريستول سيتي، ومثلت إنجلترا في منتخب الشباب تحت 19 عامًا ومنتخب إنجلترا تحت 23 عامًا قبل أن تبدأ مسيرتها مع الفريق الأول عام 2024.
بعد أن أمضت وقتًا في تطوير مهارتها في فريق شباب مانشيستر يونايتد واكتساب خبرة في الدوري الممتاز مع كل من إيفرتون وبريستول سيتي عادت إلى النادي في عام 2018 قبل أن تلعب دورًا رئيسيًا في فريق كيسي ستوني الفائز في بطولة الاتحاد الإنجليزي لكرة القدم للسيدات 2018–19، والذي ضمن للفريق مكانًا في دوري السوبر للسيدات لأول مرة.
لاقت جهودها مع الريدز تقديرًا دوليًا، حيث خاضت المدافعة مباراتها الدولية الأولى مع منتخب إنجلترا ضد إيطاليا في فبراير 2024، قبل أن تعود إلى مانشستر وتساهم بدور كبير في فوز يونايتد بكأس الاتحاد الإنجليزي على توتنهام في ويمبلي.

## مسيرتها الكروية
نشأت ميلي في ويلمسلو مع شقيقها التوأم بروس وشقيقها الأصغر جيك، وهو الآن حارس مرمى محترف مع جيلينجهام. في سن العاشرة، بدأت اللعب مع نادي ستوكبورت كاونتي قبل أن تنتقل إلى مانشستر سيتي، ثم إلى فريق الشباب المرموق في كرو ألكساندرا. عندما انتهى مركز التميز في كرو، تلقت عروضًا من عملاقي ميرسيسايد ليفربول وإيفرتون، لكنها رفضتهما مفضلةً مانشستر يونايتد.

### إيفرتون
انضمت تيرنر إلى إيفرتون في منتصف موسم 2013 وانضمت إلى فريق التطوير. وقّعت أول عقد لها مع الفريق الأول قبل موسم 2014، وشاركت لأول مرة في الدوري في مباراة خسرتها أمام نوتس كاونتي بنتيجة 2-0 في 20 أبريل. وشاركت في خمس مباريات أخرى في الدوري في موسمها الأول، بالإضافة إلى مباراتين في كأس الاتحاد الإنجليزي لكرة القدم للسيدات.
في 1 يونيو، شاركت تيرنر في نهائي كأس الاتحاد الإنجليزي للسيدات حيث خسر إيفرتون 2-0 أمام أرسنال في ملعب إم كيه.

### بريستول سيتي
في يناير 2017، انضمت تيرنر إلى نادي بريستول سيتي استعدادًا لبطولة الربيع لرابطة كرة القدم للسيدات. وشاركت لأول مرة في مباراة خسرتها أمام ريدينغ بنتيجة 3-1 في 22 أبريل، ثم خاضت سبع مباريات أخرى في ذلك الموسم.
اختيرت تيرنر قائدةً للفريق استعدادًا لموسم 2017-2018 من بطولة الدوري الإنجليزي للسيدات، وسجلت هدفها الأول مع النادي في مباراة خسرتها أمام تشيلسي بنتيجة 2-1 في كأس الاتحاد الإنجليزي للسيدات في 4 نوفمبر. وسجلت هدفها الأول في الدوري في مباراة خسرتها أمام مانشستر سيتي بنتيجة 6-1 في 3 مايو 2018.

### مانشستر يونايتد

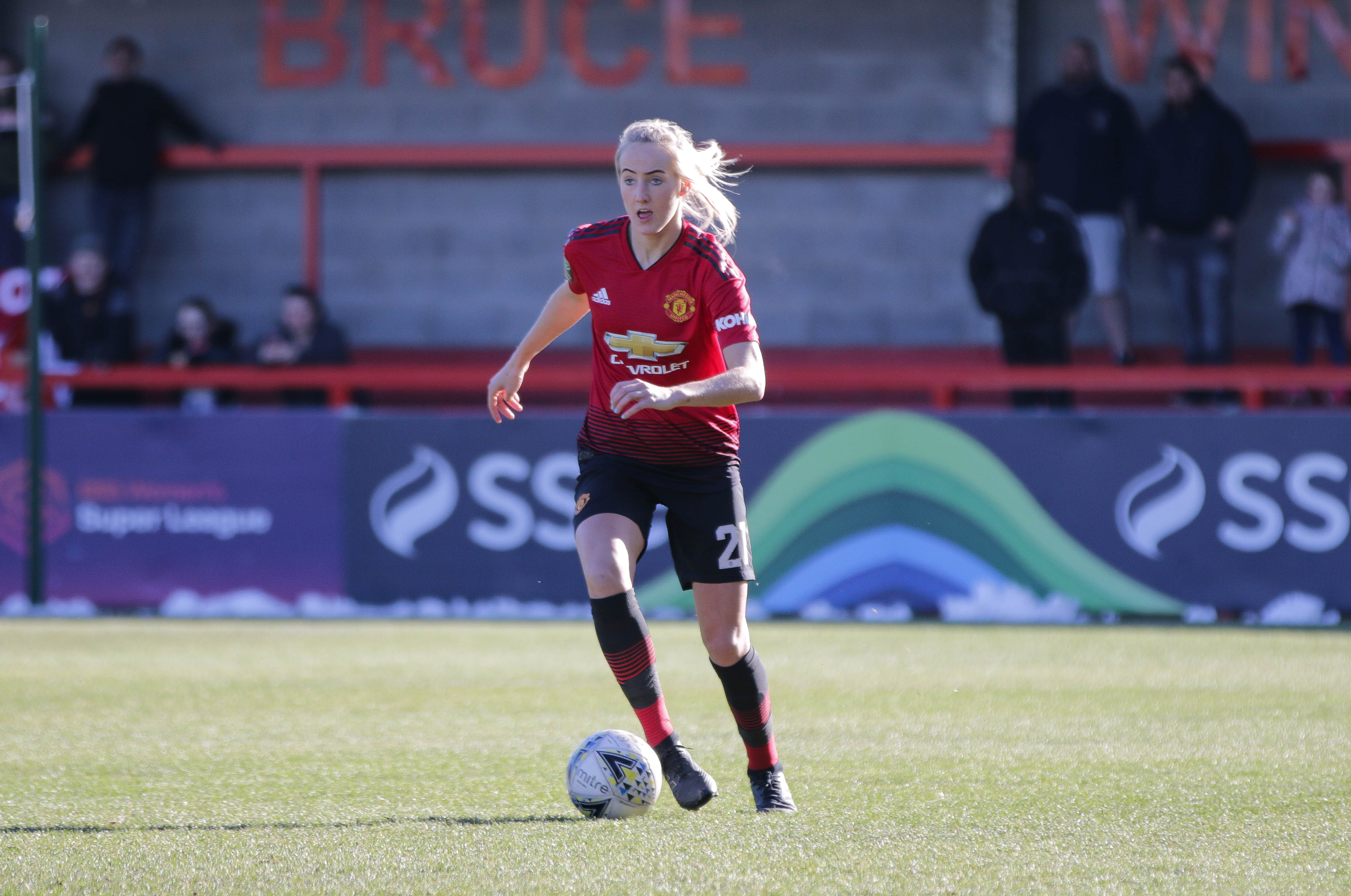
تيرنر يلعب مع مانشستر يونايتد في عام 2019.

في 1 يوليو 2018، انضمت تيرنر إلى مانشستر يونايتد المُشكل حديثًا للتنافس في بطولة الاتحاد الإنجليزي لكرة القدم للسيدات، حيث عادت للعمل مع المدير ويلي كيرك الذي عُيّن مساعدًا للمدير في يونايتد. كانت واحدة من سبع لاعبات عدنَ إلى الفريق الأول بعد أن لعبنَ للنادي على مستوى الشباب. ظهرت لأول مرة مع النادي في فوز 1-0 في كأس الاتحاد الإنجليزي لكرة القدم للسيدات على ليفربول في 19 أغسطس، وظهرت لأول مرة في الدوري بعد ثلاثة أسابيع في فوز 12-0 على أستون فيلا. في 23 سبتمبر، سجلت تيرنر هدفها الأول للنادي خلال فوز 5-0 على لندن بيز. غابت تيرنر عن النصف الثاني من موسم 2021-22 بعد تشخيص إصابتها بتسلخ الشريان السباتي، مما أجبرها على التوقف عن جميع الأنشطة البدنية. تمكنت من استئناف التدريب قبل موسم 2022-23 وظهرت لأول مرة منذ تشخيصها بدءًا من فوز يونايتد في اليوم الافتتاحي لدوري السوبر للسيدات على ريدينغ. بحضورها القيادي وجودة لعبها جعلها عنصر مهم في الفريق، تغلبت المدافعة على حملة صعبة موسم 2021/22، والتي توقفت فيها عن اللعب بسبب إصابة طويلة الأمد في الركبة وتمزق في شريان رئيسي في رقبتها، قبل العودة إلى الملعب في بداية الموسم التالي. في ذلك الوقت بدأت في تكوين ثنائي قوي في قلب الدفاع مع اللاعبة الجديدة مايا لو تيسييه، حيث ساعد الثنائي فريق ريدز على الحفاظ على نظافة شباكه في أول خمس مباريات لهما معًا في دوري السوبر للسيدات.
وبحلول نهاية الموسم، بدأت لو تيسييه وتيرنر 20 مباراة من أصل 22 مباراة لفريق ريدز في الدوري جنبًا إلى جنب، وكان العدد النهائي البالغ 14 مباراة بدون أهداف رقمًا قياسيًا في القسم، ويُنظر إليه على أنه الأساس لإنهاء المركز الثاني الذي ضمن للفريق مكانه الأول في دوري أبطال أوروبا. وبالإضافة لمساهماتها الدفاعية، ظهرت أيضًا مساهمة هجومية بهدفين من أهم أهداف يونايتد موسم 2022/23 هدف التعادل المتأخر في الفوز في النهائي على آرسنال وهدف الفوز في اللحظات الأخيرة خارج أرضه أمام أستون فيلا في الأسابيع الأخيرة من الموسم. أصبحت ثالث لاعبة في فريق يونايتد للسيدات تصل إلى 100 مباراة مع النادي، بعد إيلا تون وكاتي زيلم.

## مسيرتها الدولية

### منتخب الشباب
في فبراير 2014، تم اختيار تيرنر ضمن تشكيلة منتخب إنجلترا تحت 19 عامًا لبطولة لا مانجا 2014 في مارس. في يوليو 2015، تم اختيارها ضمن تشكيلة منتخب إنجلترا تحت 19 عامًا لبطولة أوروبا للسيدات تحت 19 عامًا في إسرائيل. احتلت إنجلترا المركز الأخير في المجموعة الثانية ولم تتأهل.

### المنتخب الأول
في سبتمبر 2020، تلقت تيرنر أول استدعاء لها للمنتخب الوطني الأول كجزء من معسكر تدريبي ضم 30 لاعبة في حديقة سانت جورج. في فبراير 2021، تلقت رابع استدعاء لها للانضمام إلى تشكيلة منتخب إنجلترا الأول، لتحل محل مدافعة تشيلسي المصابة ميلي برايت. بعد غياب دام قرابة ثلاث سنوات، تم استدعاء تيرنر إلى تشكيلة منتخب إنجلترا في نوفمبر 2023 لمباراتين في دوري الأمم الأوروبية ضد هولندا واسكتلندا، لتحل محل برايت مرة أخرى بسبب الإصابة، حيث كانت بديلة غير مشاركة في كلتا المباراتين. في فبراير 2024، تم استدعاؤها إلى تشكيلة المنتخب لمباريات ودية ضد النمسا وإيطاليا، لتحل محل ليا ويليامسون المصابة. ظهرت لأول مرة على المستوى الدولي في 27 فبراير، كبديلة في الدقيقة 80 في فوز 5-1 على إيطاليا. حصلت تيرنر على الرقم 229 من قبل الاتحاد الإنجليزي لكرة القدم.

## حياتها الشخصية
شقيقها الأصغر جيك تيرنر لاعب كرة قدم أيضًا. كان تيرنر على علاقة سابقة مع زميلتها لاعبة كرة القدم النسائية راشيل دالي.

## الإنجازات
مانشستر يونايتد
- بطولة الاتحاد الإنجليزي للسيدات: 2018-2019[35]
- كأس الاتحاد الإنجليزي للسيدات: 2023–24[36]، 2024–25[37]
- كأس الاتحاد الإنجليزي للسيدات: 2022–23[38] (المركز الثاني)